# Haematopinus oliveri
Haematopinus oliveri (englischer Trivialname: Pygmy Hog Sucking Louse) ist ein Ektoparasit, der nur von drei weiblichen Exemplaren und einer Nymphe aus dem Jahre 1977 bekannt geworden ist. Die blutsaugende Schweinelaus wurde im Fell von Zwergwildschweinen (Porcula salvania) aus Darrang im nordwestlichen Assam nachgewiesen. Die Exemplare hatten eine Länge von 3,9 bis 4,2 mm. Von den anderen 22 Arten der Gattung Haematopinus unterscheidet sie sich durch den verhältnismäßig kurzen Kopf sowie in der Form der Brustbeinplatte. Es ist unklar, ob diese Laus in der Wildnis überlebt hat, da das Zwergwildschwein schon einmal als fast ausgestorben galt und ein Verschwinden des Wirtes zur kompletten Auslöschung der Lauspopulation führen kann. Bei Zwergwildschweinen in menschlicher Obhut wurde Haematopinus oliveri bisher nicht nachgewiesen. Die Art ist in der Roten Liste der IUCN als „vom Aussterben bedroht“ (critically endangered) gelistet.